# قضاعة البحار
قضاعة البحار (الاسم العلمي: Lontra felina) هو الاسم الشائع لحيوان ثديي مفترس في تحت فصيلة Lutrinae. الثلاثة عشر نوع متواجد من القضاعات هم جميعًا إما شبه مائية أو مائية، يتغذون أساسًا على الأسماك واللافقاريات. ويتواجد على طول ساحل تشيلي، وفي أقصى المناطق الجنوبية للأرجنتين. ويتراوح طولها بين 87 إلى 115 سم.